# Wyższe Seminarium Duchowne Diecezji Sosnowieckiej w Częstochowie
Wyższe Seminarium Duchowne Diecezji Sosnowieckiej – polska uczelnia katolicka kształcąca księży dla diecezji sosnowieckiej istniejąca w latach 1992-2022. Patronem seminarium był św. Józef, Oblubieniec NMP.

## Historia

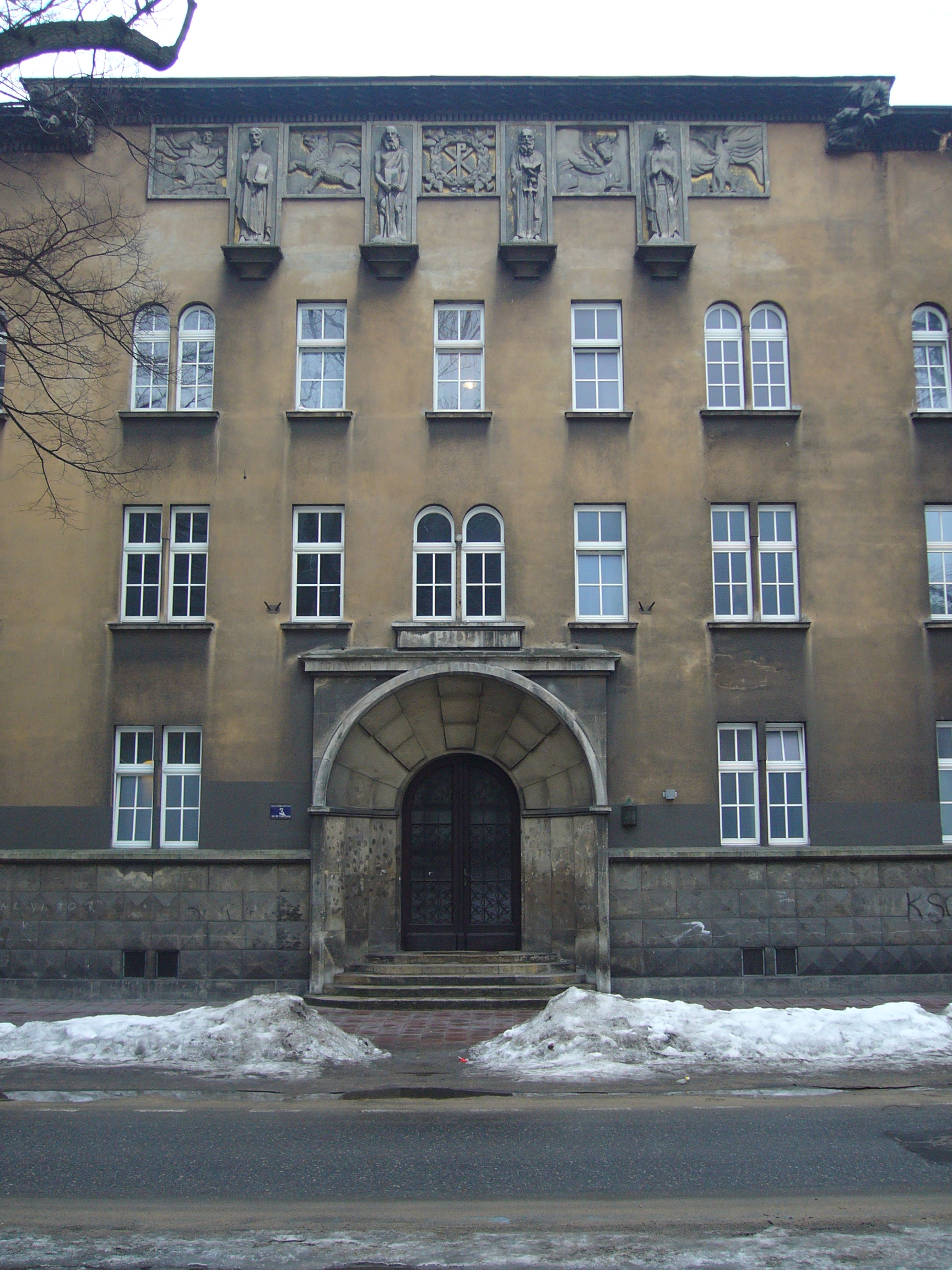
Budynek seminarium w latach 1992-2013, Kraków

Seminarium zostało powołane do istnienia przez biskupa diecezji sosnowieckiej Adama Śmigielskiego 4 czerwca 1992. 
9 czerwca 1992 pierwszym rektorem seminarium został ks. dr Tadeusz Borutka. Jego następcą na tym urzędzie był ks. dr Włodzimierz Skoczny. Od 2010 do 2012 roku rektorem był ks. dr Mariusz Trąba. 

### Kraków
Od początku funkcjonowania seminarium jego siedzibą w Krakowie był budynek Częstochowskiego Wyższego Seminarium Duchownego, który 16 czerwca 1992 został użyczony bezpłatnie i bezterminowo, jako "wiano od diecezji matki", na potrzeby seminarium diecezji sosnowieckiej przez arcybiskupa Stanisława Nowaka, pierwszego metropolitę częstochowskiego. Gmach ten, mieszczący się przy ulicy Bernardyńskiej w Krakowie został wzniesiony w latach dwudziestych XX wieku na polecenie biskupa częstochowskiego, Teodora Kubiny. W czasie II wojny światowej budynek został przywłaszczony przez Niemców. Po wojnie powrócił do własności diecezji częstochowskiej i stanowił siedzibę seminarium Diecezji Częstochowskiej w Krakowie do czasu przeniesienia go do Częstochowy w roku 1991.

### Reorganizacja
W 2010 ówczesny rektor seminarium wdał się w bójkę w gejowskim klubie. Po nagłośnieniu tego faktu i po interwencji Stolicy Apostolskiej 15 czerwca 2013 seminarium rozwiązano, a kleryków przeniesiono do archidiecezji częstochowskiej. W oficjalnych komunikatach za powód reorganizacji seminarium podawana była konieczność zwrotu budynku jego właścicielowi (archidiecezji częstochowskiej). Od roku akademickiego 2022/2023 Wyższe Seminarium Duchowne Diecezji Sosnowieckiej po połączeniu z Wyższym Seminarium Archidiecezji Częstochowskiej stanowi jedno, Wyższe Międzydiecezjalne Seminarium Duchowne w Częstochowie.